# 墨玉粗尾蠍
墨玉粗尾蠍（英語：Parabuthus schlechteri），墨玉粗尾蠍系一種分布於南非、納米比亞的沙漠蠍。

## 介紹
墨玉粗尾蠍系粗尾蠍屬的一員，因有著豔麗的色彩而有蠍中美玉之稱號。該種蠍子背部及尾巴倒數3-4節乃青黑色，則腿部及鉗子系淡黃色，在較為昏暗的光線下會呈現出螢光質感。此種蠍於其近親青玉粗尾蠍（P.raudus）一樣有深、淺色亞種之分。但這種說法在墨玉粗尾蠍上（P. schlechteri）並未得到公認。墨玉粗尾蠍的淺色種背部尾巴上的眼神更加淡，而其餘體部並非淡黃色，而是接近於米白色。於其他P屬成員一樣它有著與生俱來的凶猛、敏感。食性較為廣泛，主要以小型昆蟲為食，但也常向比自己體型大的獵物發起攻擊。該種蠍子性情凶猛，注毒量較大但毒液毒性並不算高，毒液為白色渾濁液體（大部份粗尾蠍屬蠍子亦是如此）。與大部份鉗蝎科蠍子一樣通常雄性7L為成體，雌性8L為成體。櫛狀器數目44-52為雄性，38-45為雌性。